# 法昆多·卡力歐尼
法昆多·卡力歐尼（西班牙語：Facundo Callioni，1985年10月9日—）是一名阿根廷曲棍球運動員，曾代表國家參加2012年倫敦奧運的男子曲棍球比賽，但未獲得獎牌。